# روماريو
روماريو دي سوزا فاريا (بالبرتغالية: Romário de Souza Faria‏) من مواليد 29 يناير 1966 في ريو دي جانيرو، وهو لاعب كرة قدم برازيلي شهير، يلعب في خط الهجوم، ويعتبر من أعظم المهاجمين في تاريخ كرة القدم وفي يوم 20 مايو 2007 سجل روماريو هدفه رقم 1000 في مسيرته الكروية، الذي لم يسبقه إليه سوى الأسطورة بيليه ليصبح بذلك من أبرز هدافي العالم عبر العصور.

## أضواء على المسيرة الكروية
بدأ روماريو مسيرته الكروية مع فريق أولاريا قبل أن يحترف مع نادي فاسكو دي غاما في عام 1985 لمدة ثلاث مواسم تقريبا، لعب خلالها 194 مباراة وسجل فيها 124 هدفا، وأحرز لقب بطولة الولاية مرتين ولقب الهداف مرتين متفوقا على زميله في الفريق روبيرتو ديناميتي الهداف التاريخي لنادي فاسكو دي غاما. في عام 1988 وبعد تتويجه هدافا لأولمبياد سييول انتقل روماريو إلى نادي بي أس في آيندهوفن الهولندي، ولعب معه لمدة خمسة مواسم، شارك خلالها في 163 مباراة وسجل فيها 165 هدفا، وهو رقم كبير جدا في عالم كرة القدم، ومن بين هذه الأهداف ما لا يمكن نسيانه أبدا كأهدافه مثلا في مرمى ستيوا بوخارست وايك اثينا وميلانو الإيطالي في بطولات الاندية الأوروبية. وقد أحرز روماريو في هولندا بطولة الدوري ثلاث مرات والكأس مرتين وكأس السوبر مرة واحدة كما توج هدافا للدوري الهولندي ثلاث مرات متتالية. التألق الكبير لروماريو في ايندهوفن وسيل الأهداف الذي لا يتوقف لفت أنظار نادي برشلونة الإسباني ومدربه آنذاك يوهان كرويف الذي طالب بضمه للنادي الكاتالوني في عام 1993-1994، ولعب روماريو مع نادي برشلونة 84 مباراة سجل فيها 53 هدفا، وعرف النادي يومها ب (فريق الأحلام) لأنه كان يضم إلى جانب روماريو عدد من اللاعبين الكبار أمثال خريستو ستويتشكوف ومايكل لاودروب ورونالد كومان وبيب غوارديولا والذين أحرزوا العديد من الألقاب للنادي الأسباني. تألق روماريو مع برشلونه أثمر فوز الفريق بالدوري الأسباني ووصوله إلى نهائيات كأس الاندية الأوروبية البطلة كما سمح لروماريو بأن يتوج هدافا للدوري برصيد 30 هدفا خالية من أي ركلة جزاء. ولعل أكبر إنجاز حققه روماريو في الدوري الأسباني هو تسجيله لخمسة ثلاثيات في موسم واحد وهو رقم قياسي لم يكسر حتى اليوم. لكن روماريو بعد فوزه بكأس العالم لكرة القدم 1994 وبسبب تأخره في العودة من البرازيل وحنينه الكبير إلى شواطئ ريو دي جانيرو حيث الأهل والاصدقاء وكرة الشاطئ، قرر العودة إلى بلاد السامبا، وبالتحديد إلى نادي فلامنغو في موسم 1995 واستقبله عشاق النادي بمسيرات ضخمة رافقته من المطار إلى مقر النادي في وسط الريو. لعب روماريو مع ناديه الجديد لغاية نهاية سنة 1999 ما يقارب 240 مباراة سجل خلالها 204 اهداف سمحت له بالفوز ببطولة الولاية مرتين وبلقب الهداف 4 مرات متتالية إضافة إلى الفوز ببطولة ميركوسول وبلقب الهداف. وخلال فترة تواجده مع نادي فلامينغو خاض تجربتين فاشلتين لم تدما طويلا مع نادي فالنسيا الأسباني الأولى في العام 1996 والثانية في العام 1997، ولم يستطع أن يفرض نفسه في الفريق بسبب مشاكله مع المدربين، فلعب 21 مباراة مع الفريق الأسباني وسجل فيها 14 هدفا.
في موسم 2000 عاد روماريو إلى ناديه الذي بدأ فيه، وهو نادي فاسكو دي غاما، ولعب معه 72 مباراة سجل فيها 66 هدفا، وكان أفضل موسم له على الإطلاق في تاريخ مسيرته الكروية إذ حقق الكثير من الألقاب وأهمها الدوري البرازيلي وكأس ميركوسول لأندية أميركا الجنوبية وتوج هدافا للبطولتين كما حطم رقم روبيرتو ديناميتي مسجلا 66 هدفا لناديه في موسم واحد مقابل 61 للأول. وقد صرح روماريو في نهاية هذا العام أنه الأجدر بالفوز بلقب أفضل لاعب في العالم لكن الفيفا بحسب رأيه ينحاز دائما إلى أوروبا. تألقه الكبير هذا الموسم دفع اندية أوروبية كبيرة أبرزها انتر ميلان إلى مخاطبة وده رغم بلوغه الرابعة والثلاثين من عمره لكنه أجاب بالرفض قائلا أن فريق برشلونة الأسباني هو الوحيد القادر على إقناعه بالعودة إلى أوروبا. وفي سؤال لصحيفة فرنسية عن سر تألقه رغم تقدمه في السن أجاب: أنا كالخمر، كلما مر الوقت كلما ازدادت جودتي.. في عام 2001 لعب روماريو 41 مباراة مع فاسكو سجل خلالها 42 هدفا محرزا لقب هداف الدوري البرازيلي للمرة الثانية في تاريخه، وفي منتصف عام2002 انضم إلى نادي فلومينيزي البرازيلي، ولعب معه لغاية نهاية سنة 2004 حيث خاض خلال هذه الفترة 77 مباراة مع ناديه الجديد وسجل فيها 48 هدفا، وقد أطلق روماريو نهاية موسم 2004 تصريحا خطيرا اعتبر فيه أنه اللاعب البرازيلي الأفضل منذ السبعينات. وتخلل فترة لعبه مع فلومينينسي توقيعه في بداية عام 2003 عقدا لمدة مئة يوم لحساب نادي السد القطري، الذي لعب له 3 مباريات فقط ولم يسجل فيها أي هدف.
في موسم 2005 عاد روماريو إلى ناديه السابق نادي فاسكو دي غاما، ولعب معه 44 مباراة سجل فيها 32 هدفا، وتوج في هذه السنة هدافا للدوري البرازيلي برصيد 22 هدفا وهو في عمر 39 سنه مما أدهش جميع المراقبين في العالم، وقد صرح روماريو تعليقا على إنجازه الكبير بأنه لو استمر مع نادي برشلونة الأسباني لكان فاز بجائزة أفضل لاعب في العالم أربع أو خمس مرات إضافية. وفي عام 2006 انتقل روماريو إلى نادي ميامي الأمريكي، ولعب معه 29 مباراة سجل فيها 22 هدفا، قبل أن يلعب 4 مباريات لحساب نادي اديليد الأسترالي وليعود بعدها مجددا لناديه الأم نادي فاسكو دي غاما موسم 2007 ليحقق حلمه بتسجيل الهدف رقم الف في الملاعب. وقد احتفل جميع البرازيليون بهذا الإنجاز وكرمه نادي فاسكو بتشييد تمثال له وراء المرمى الذي سجل فيه هدفه الألف وبسحب القميص رقم 11 الذي كان يرتديه مع النادي. مطلع العام 2008 تولى روماريو مهام اللاعب - المدرب لنادي فاسكو دي غاما وقاد الفريق في عدد قليل من المباريات قبل أن يختلف مع إدارة النادي بسبب تدخل الرئيس بشؤون تدريبية. في 15 نيسان 2008 أطلق روماريو دي في دي يحوي أكثر من 900 هدف من أهدافه الألف وأعلن أنه توقف رسميا عن اللعب وأنه يأمل بإقامة مباراة وداعية تجمع المنتخب الذهبي البرازيلي مع فريق مكون من نجوم الفرق التي لعب لها في الريو فاسكو وفلامينغو وفلوميننسي. وبعد يوم واحد على اعتزاله اعلنت صحيفة ال موندو ديبورتيفو الأسبانية اختيار هدف روماريو في مرمى ريال مدريد موسم 93-94 كأجمل هدف في تاريخ نادي برشلونة الأسباني متقدما على هدف مارادونا الذي حل في المرتبة الثانية في استفتاء جماهيري شارك فيه 200 الف مشجع من انصار النادي الكاتالوني العريق. هذا وقد أعلن روماريو يوما واحدا بعد اعتزاله أنه يعتبر نفسه أفضل من بيليه لأنه لم يعاصره، ولكن برأيه لا يوجد الا بيليه واحد ومارادونا واحد وكذلك روماريو واحد، مضيفا انه في منطقة الجزاء يعتبر أفضل من جميع هؤلاء.

## أضواء على مسيرة روماريو مع المنتخب البرازيلي
بدأت مسيرة روماريو مع منتخب البرازيل لكرة القدم في عام 1987 وكان غالبا ما يستبعد عن تشكيلة منتخب البرازيل لكرة القدم بسبب سوء علاقته بالمدربين وبسبب مزاجيته الحادة الامر الذي حرمه من المشاركة في كأس العالم لكرة القدم 1998 وكأس العالم لكرة القدم 2002 وحتى في كأس العالم لكرة القدم 1990 لم يشارك أكثر من 60 دقيقة فقط كانت امام منتخب اسكتلندا لكرة القدم ومع ذلك فقد كان روماريو دائما منقذ منتخب البرازيل لكرة القدم وهذا ما حصل حين استنجد به مدرب المنتخب في تصفيات مونديال 1994 كارلوس البيرتو بيريرا للعب امام منتخب الارغواي لكرة القدم في استاد ماراكانا الشهير يوم كان منتخب البرازيل لكرة القدم مهددا بعدم التأهل للمونديال للمرة الأولى في تاريخه فطمأن روماريو جميع انصار المنتخب ووعدهم بالتأهل والفوز بكأس العالم، وبالفعل أبدع روماريو في تلك المباراة وقدم واحدة من أفضل عروضه وسجل هدفين انتقلت بهما البرازيل إلى الولايات المتحدة ليصنع روماريو هناك قصة مجد انتظره البرازيلييون طويلا وتحديدا منذ العام 1970 تاريخ فوز البرازيل بالمونديال للمرة الأخيرة أيام بيليه. وبفضل روماريو وسحره وابداعه وتعاونه المثمر مع زميله بيبيتو في الهجوم وبمعاونة العملاقين دونغا وماورو سيلفا في الوسط والدفاع توج منتخب البرازيل لكرة القدم بكأس العالم لكرة القدم 1994 واختير روماريو أفضل لاعب في البطولة حتى قيل ان مونديال كأس العالم لكرة القدم 1994 كان مونديال روماريو.
في كأس العالم لكرة القدم 1998 كان مقررا أن يخوض منتخب البرازيل لكرة القدم البطولة للدفاع عن لقبه بالثنائي روماريو ورونالدو، لكن مدرب المنتخب ماريو زاغالو وبتحريض من مساعده زيكو قررا استبعاد روماريو في اللحظة الأخيرة عن المشاركة في الدفاع عن لقبه كبطل للعالم، يومها بكى روماريو وحرمت البرازيل بالتالي من الفوز وتعرضت لخسارة مذلة أمام منتخب فرنسا لكرة القدم ونجمها زين الدين زيدان في النهائي 3-0.
في كأس العالم لكرة القدم 2002 ورغم كونه هداف البرازيل في تصفيات هذا المونديال، منع روماريو من المشاركة للمرة الأخيرة في مسيرته في بطولة كأس العالم.. فرغم فوزه بلقب هداف الدوري البرازيلي ورغم تألقه المستمر في التهديف، ورغم كل الدموع التي ذرفها في مؤتمره الصحفي، وضغط ومطالبة الجماهير البرازيلية وعلى رأسها الرئيس البرازيلي فرناندو كاردوسو بضم روماريو إلى تشكيلة المنتخب الوطني، أبى مدرب الفريق فيليبي سكولاري الانصياع لإرادة الملايين من عشاق النجم روماريو في البرازيل وخارجها، وحرم بالتالي روماريو من المشاركة في صنع الانتصار الكبير الذي حققه المنتخب في كأس العالم لكرة القدم 2002.
بلغ مجموع مشاركات روماريو مع المنتخب الوطني 85 مشاركة سجل خلالها 71 هدفا كان آخرها أمام غواتيمالا سنة 2005. أما عدد مشاركاته ضد منتخبات وطنية فبلغ 74 مباراة دولية مع منتخب البرازيل لكرة القدم، وسجل فيها 56 هدفا، وإضافة إلى كأس العالم لكرة القدم فاز ببطولة كوبا اميركا مرتين في الأعوام 1989 و1997 ونجح مع مواطنه رونالدو في قيادة منتخب البرازيل لكرة القدم إلى الفوز بلقب بطولة العالم للقارات على كأس الملك فهد وتوج هدافا للبطولة برصيد 7 أهداف سجلها في أربع مباريات خاضها فقط كما توج هدافا لألعاب أولمبية صيفية 1988 في سيول برصيد 7 أهداف أيضا.

## الهدف رقم ألف
نجح روماريو في تحقيق حلمه التاريخي بأن يصبح ثاني لاعب برازيلي يصل عتبة الألف هدف بعد بيليه، وقد سجل هدفه الرقم ألف في بدايات الدوري البرازيلي لموسم 2007 ضد فريق سبورت ريسيفي على ملعب سان جانواريو وهو يبلغ من العمر 41 عاما. انجاز روماريو التاريخي لاقى الكثير من التشكيك خاصة ان روماريو اضاف إلى مجموع اهدافه ما يقارب 77 هدفا سجلها مع فرق ومنتخبات الشباب والناشئين و21 هدفا في مباريات احتفالية ولكن روماريو رد على هذه التشكيكات بأن جميع اهدافه سجلت وهي تعتبر شرعية وان لم تكن كلها رسمية. الأهداف الشرعية أي التي سجلت في مباريات تحترم شروط الفيفا وقواعدها والأهداف الرسمية أي تلك التي سجلت في مباريات تعتبر رسمية وغير ودية. وقال روماريو لو اردت ان احصي جميع ما سجلت من اهداف خلال مسيرتي الكروية لأمكنني أن احصي ثلاثة آلاف هدف!! وللعلم فإن الكثير من أهداف النجم بيليه الهداف الأول في البرازيل وكذلك النجم زيكو الهداف الثالث، سجلت في مباريات احتفالية ومع الفئات العمرية والمنتخبات العسكرية وغيرها. وأيا تكن طبيعة الأهداف فإن صحيفة بلاكار الرياضية البرازيلية الشهيرة ومعها مركز الإحصاء والتوثيق الدولي التابع للفيفا الاتحاد الدولي لتاريخ وإحصاءات كرة القدم أعلنا تفوق روماريو على جميع هدافي العالم بمن فيهم بيليه من حيث عدد الأهداف الرسمية التي سجلت في بطولات رسمية تنظمها الفيفا أو الاتحادات القارية والوطنية.

## حياة روماريو العائلية
عرف روماريو بحبه للسهر واللهو وحياة الليل لذلك لم يكن شخصا ملتزما على الصعيد العائلي، ورغم ذلك فقد كون روماريو عائلة من ستة أولاد، 4 بنات وولدين، أنجبهم من خمسة زيجات، الولد الأكبر لروماريو يدعى رومارينهو وهو لاعب كرة قدم في صفوف فريق فاسكو دي غاما بدأ مسيرته الاحترافية مطلع موسم 2008، وقد أعلن روماريو انه يتمنى ان يشاهد ابنه في عداد المنتخب البرازيلي الذي سيخوض غمار كأس العالم 2014 المزمع إقامتها في البرازيل حيث سيبلغ من العمر عندها 21 عاما.

## صراع روماريو مع بيليه وزيكو
بدأ الصراع بين النجمين الكبيرين عشية انطلاق مونديال 1994 إذ صرح بيليه بضرورة وجود أكثر من روماريو في الفريق الأمر الذي اعتبره الأخير انتقاصا من قيمته الكروية فرد بأن بيليه يجب أن يكون في المتحف وبأنه يقول كلاما أكل الدهر عليه وشرب.. وتطور الخلاف فيما بعد حول بعض القضايا السياسية وأعلن روماريو رفضه أن يصبح بيليه رئيسا للبرازيل. في سنة 2004 صرح بيليه بضرورة ان يعتزل روماريو اللعب وان يرفع حذاءه ويرحل فرد روماريو عليه بأن يسكت ويضع حذاءه في فمه فعاد بيليه ليفسر وجهة نظره بأنه كان يقصد أن يعتزل روماريو وهو في القمة فعاد روماريو واعتذر عن سوء التفاهم قائلا أن بيليه بالنسبة له ما يزال الملك فيما بادر هذا الأخير إلى الاعتراف أكثر من مرة بموهبة روماريو الكبيرة وبأنه هداف فذ.
أما بالنسبة للنجم زيكو فالصراع قديم يعود إلى تاريخ تواجد اللاعبين مع فريقين متنافسين في الريو هما نادي فاسكو دي غاما ونادي فلامينجو. وقد تحول الصراع إلى تصريحات عدائية بين اللاعبين حين فشل فلامينغو في بطولة البرازيل 1995 فأقدم زيكو على مهاجمة الفريق وتحميل روماريو وحده المسؤولية عن الفشل قائلا بأنه لم يحرز جوائز كتلك التي فاز بها روماريو، فرد هذا الأخير بأنه ربما سبب هذا الامر عقدة بالنسبة لزيكو أو لأنه فشل في الفوز بكأس عالم عكس ما فعل هو. وفي مونديال 1998 تصادف وجود زيكو كمساعد للمدرب زاغالو فاستغل منصبه وحرض المدرب على استبعاد روماريو عن البطولة قبل اسبوع واحد من انطلاقتها بحجة الإصابة الامر الذي نفاه روماريو مرارا. وقد ثأر روماريو من الرجلين بتعليق صورهما على أبواب المراحيض في مطعم يملكه في الريو دي جانيرو. وفي العام 2000 اعترف زيكو بأن روماريو لاعب كبير وبأنه يزداد مهارة وتألقا كلما تقدم في السن وهذا أمر نادر الحصول على حد قول زيكو.

## أبرز الثنائيات التي شكلها روماريو
تميز روماريو عن كثير من لاعبي كرة القدم بأنه ما حل في فريق إلا وشكل فيه ثنائيا ضاربا مع شريكه في خط الهجوم. فبعد الثنائي الضارب روماريو وديناميتي في نادي فاسكو دي غاما نجح روماريو في تكوين ثنائي تاريخي في منتخب البرازيل مع النجم بيبيتو وفازا معا بكاس العالم وبطولة كوبا أميركا. ثم عاد روماريو ليشكل في نادي برشلونة ثنائيا خطيرا سحر الأوساط الأوروبية مع صديقه وزميله البلغاري المبدع ستويشكوف قبل أن يكون أحد أضلاع الثنائي الحلم في المنتخب البرازيلي روماريو ورونالدو والذي بهر العالم سنة 1997 وحرمت منه البرازيل ولعبة كرة القدم في مونديال 1998 وقد عرف هذا الثنائي ب (رو-رو). ومن الثنائيات المثيرة للجدل شراكته مع النجم إدموندو في فاسكو وفلامينغو.

## أبرز غيابات روماريو
تمنى روماريو أن يشارك في عدد كبير من البطولات التي كانت تعني له الكثير. وقد ذرف الدموع مرارا لأنه حرم من المشاركة بها وبالتالي من تحقيق أحلامه في عالم كرة القدم. ولعل السبب الرئيسي الذي منعه من تلك المشاركة يعود لسوء علاقته بالمدربين البرازيليين رغم مستواه المرتفع. وكثير من النقاد يتساءل ماذا لو كان شارك روماريو في تلك البطولات التي حرم منها وماذا كان سيضيف إلى سجله الكبير. أبرز البطولات التي استبعد عنها روماريو بقرارات من المدربين: مونديال 1986 يوم فضل المدرب تيليه سانتانا اللاعب مولر على روماريو هداف الريو آنذاك، مونديال 1990 حيث لم يلعب أكثر من 60 دقيقة فقط، ومونديالي 1998 و2002. أولمبياد أتلنتا 1996 وأولمبياد سيدني 2000 إضافة إلى عدد كبير من بطولات كوبا أميركا و
كأس القارات والتي لم تكن تعني كثيرا لروماريو عكس المونديالات والأولمبياد.

## أخر أخبار روماريو بعد الاعتزال
- نهاية العام 2009 روماريو يحقق حلم والده ويلعب دقائق معدودة لفريق أميركا ريو دو جانيرو ويفوز معه بلقب بطولة الريو للدرجة الثانية.
- روماريو يخوض مباراة استعراضية مع النجم زيكو نهاية 2009 على استاد ماراكانا امام 80 الف مشجع بين فريق فلامينغو ونجومه القدامى ويسجل هدفين ويصنع هدفين من اصل ثلاثة اهداف سجلها زيكو.
- روماريو يسجل أربعة اهداف في مباراة خيرية لصالح ضحايا زلزال هاييتي اقيمت بين فريقي اصدقاء زيكو وأصدقاء فالكاو في شهر مايو 2010 وانتهت لصالح فريق اصدقاء زيكو 8 مقابل 4.
- روماريو ينتخب عضوا في الكونغرس البرازيلي عن مقاطعة ريو دي جانيرو بعدد اصوات يفوق ال 180 الف صوت في ولاية تمتد من اواخر العام 2010 إلى اواخر العام 2014.
- روماريو يسجل ثلاثة اهداف في آخر اسبوع من العام 2010 في المباراة الخيرية السنوية التي ينظمها النجم السابق زيكو والتي اقيمت على ملعب جواو هافيلانج في الريو دي جانيرو وانتهت بفوز فريق زيكو وروماريو 8-6 على فريق من اصدقاء زيكو ضم كل من توليو واميرسون واموروزو وغيرهم.
- روماريو يرفض المقارنة بين بيليه وميسي ويعتبر ان الأخير يحتاج للتفوق على مارادونا ثم روماريو قبل أن يفكر في منافسة الملك بيليه
- روماريو يخوض حربا ضد الفساد في الاتحاد البرازيلي لكرة القدم ويهاجم الفيفا منحازا إلى فقراء البرازيل الذين لن يتسنى لهم حضور كأس العالم 2014 بسبب غلاء أسعار التذاكر المحدد من الفيفا.

## أبرز منجزات روماريو الجماعية
- بطل كأس العالم مع منتخب البرازيل: 1994.
- بطل كأس اميركا الجنوبية مع البرازيل مرتين: 1989 و1997.
- بطل كأس القارات مع البرازيل: 1997.
- بطل الدوري الهولندي مع ايندهوفن ثلاث مرات: 1989 و1991 و1992.
- بطل كأس هولندا مع ايندهوفن مرتين: 1990 و1991.
- بطل كأس السوبر الهولندية مع ايندهوفن مرة واحدة: 1991.
- بطل الدوري الأسباني مع برشلونة: 1994.
- بطل كأس السوبر الإسبانية: 1994.
- بطل الدوري البرازيلي مع فاسكو دي غاما: 2000.
- بطل كأس ميركوسور لأندية أميركا الجنوبية مرتين: 1999 و2000.
- بطل ولاية الريو دي جانيرو اربع مرات: 1987 و1988 و1996 و1999.
- بطل كأس أورو الأميركية الجنوبية مع فلامينغو 1996.
- فضية أولمبياد سييول مع منتخب البرازيل الأولمبي 1988.
- بطل أميركا الجنوبية مع البرازيل لمنتخبات تحت 21 سنة: 1985.
- بطل كأس غوانابارا المحلية - ريو دوجانيرو - 6 مرات: 1986 و1987 و1995 و1996 و1999 و2000.
- بطل كأس ريو المحلية - ريو دوجانيرو - 3 مرات: 1988 و1996 و2001.
- بطل دوري الدرجة الثانية لولاية الريو دوجانيرو مع فريق أميركا ريو: 2009.

## أبرز منجزات روماريو الفردية
- هداف الدوري الهولندي 3 مرات 1989 و1990 و1991.
- هداف كأس هولندا مرتين 1989 و1990.
- هداف بطولة الاندية الأوروبية البطلة مرتين 1991 و1993.
- هداف الدوري الأسباني 1994.
- هداف كأس العالم للقارات 1997.
- هداف الدوري البرازيلي ثلاث مرات 2000 و2001 و2005 - رقم قياسي.
- هداف بطولة الريو دي جانيرو سبع مرات 1986 و1987 و1996 و1997 و1998 و1999 و2000 - رقم قياسي.
- هداف كأس البرازيل مرتين 1998 و1999.
- هداف كأس ميركوسور لأندية اميركا الجنوبية مرتين: 1999 و2000.
- هداف اولمبياد سييول 1988.
- هداف دوري اليونايتد الاميركي 2006.
- هداف كأس العالم للأندية 2000.
- هداف بطولة ريو-ساوباولو مرتين 1997 و2000.
- هداف بطولة أميركا الجنوبية تحت 21 سنة 1985.

## أبرز أرقام روماريو القياسية
- ثاني لاعب برازيلي يسجل الف هدف بعد الملك بيليه.
- أكثر لاعب يحرز لقب هداف الدوري البرازيلي 3 مرات - رقم قياسي بالاشتراك مع داريو وتوليو.
- أكبر لاعب من حيث العمر يحرز لقب هداف الدوري البرازيلي - 39 سنة.
- أكثر لاعب يحرز لقب هداف بطولة الريو 7 مرات مقابل 6 لزيكو - رقم قياسي.
- هداف بطولة الكاريوكا (الريو) خمسة مرات متتالية من 1996 إلى 2000 - رقم قياسي.
- أكثر لاعب يسجل هاتريك في الدوري الأسباني خلال موسم واحد، خمسة هاتريك موسم 1994- رقم قياسي كسره ميسي وكريستيانو رونالدو
- أكثر لاعب في التاريخ يحقق لقب هداف بطولة وطنية 14 مرة مقابل 11 لبيليه بحسب مركز التوثيق والإحصاء التابع للفيفا IFFHS.
- أكثر لاعب في تاريخ اللعبة يحرز لقب هداف بطولة رسمية 27 مرة مقابل 24 لبيليه.
- أكبر مسجل لعدد أهداف في موسم واحد لصالح نادي فاسكو 66 هدفا مقابل 61 لديناميتي.
- الهداف الثاني في تاريخ الدوري البرازيلي برصيد 154 هدفا مقابل 190 لروبيرتو ديناميتي.
- الهداف الأول في تاريخ كأس البرازيل برصيد 36 هدفا مقابل 29 لللاعب فيولا.
- أول برازيلي في التاريخ يفوز بلقب هداف كأس الأندية الأوروبية البطلة.
- أكثر لاعب برازيلي يحرز لقب هداف كأس الأندية الأوروبية البطلة - مرتين بالاشتراك مع ماريو جارديل.
- ثاني هداف في تاريخ نادي فاسكو دي غاما برصيد 326 هدفا مقابل 702 لروبيرتو ديناميتي.

## أبرز جوائز روماريو التقديرية
- أفضل لاعب في مونديال 1994.
- أفضل لاعب في العالم من قبل الفيفا 1994.
- ثاني أفضل لاعب في العالم من قبل الفيفا 1993.
- أفضل رياضي في العالم 1994 - صحيفة الايكيب الرياضية الفرنسية الشهيرة.
- جائزة أونز مونديال لأفضل لاعب في العالم 1994.
- أفضل لاعب في اميركا الجنوبية 2000.
- أفضل لاعب في البرازيل 1997 و2000 و2001.
- أفضل لاعب في الدوري الهولندي 1989-1990-1991.
- أفضل لاعب في الدوري الإسباني 1994.

## أبرز ما قيل في روماريو
- يوهان كرويف:لاعب استثنائي ومن القلة الذين لا زالوا يعتمدون المهارة في كرة القدم. " ملك منطقة الجزاء"
- ألفريدو دي ستيفانو: انه لاعب من كوكب آخر.
- كارلوس البيرتو بيريرا:انه المسيح المنقذ، لولاه لما فزنا بمونديال 1994.
- دييغو مارادونا: اعظم هداف رايته في حياتي وحتما هو من ضمن تشكيلتي المثالية.
- مايكل لاودروب: من اللاعبين القلة الذين دفعت ثمن بطاقة دخول لمباراة لمشاهدتهم. " لعبت مع بلاتيني ستويشكوف أخي لاودروب وغيرهم كثير، تقنيا كان روماريو الأفضل بلا جدال"
- روبيرتو باجيو: واحد من أعظم اللاعبين عبر العصور، لدية تقنية وشخصية كبيرتين، إنه معلم فنان في منطقة الجزاء .
- بيليه: هداف فذ.
- رونالدو: لعبت مع كثير من النجوم في المنتخب البرازيلي، لكن روماريو كان الاقوى على الإطلاق والأقدر على الحسم.
- ماريو زاغالو: خلافاتي معه مسلكية لكن في الملعب انا من اشد المعجبين بالعابه الساحرة.
- روبيرتو ديناميتي: أفضل لاعب في موقعه في العشرين سنة الأخيرة والوحيد الذي يمكن مقارنته ببيليه.
- مواطن برازيلي بعيد الفوز بمونديال 1994: انه فخرنا القومي... روماريو هو كرة القدم.

## أهداف روماريو
خلال مسيرته الطويلة في عالم كرة القدم والممتدة أكثر من 21 عاما سجل روماريو 1002 هدف توزعت على الشكل التالي:
- خماسية: مرتين
- رباعية: 16 مرة
- ثلاثية: 69 مرة
- ثنائية: 167 مرة
- هدف واحد: 387 مرة

## لائحة بجميع أهداف روماريو حتى نهاية عام 2007
- فاسكو دي غاما: 326 هدف - 410 مباريات
- أيندهوفن: 165 هدف - 167 مباراة
- برشلونة: 53 هدف - 84 مباراة
- فلامينغو: 204 هدف - 240 مباراة
- فالنسيا: 14 هدف - 21 مباراة
- فلومينينسي: 48 هدف - 77 مباراة
- السد: 0 هدف - 3 مباريات
- ميامي: 22 هدف - 29 مباراة
- أديلاد: 1 هدف - 4 مباريات
- منتخب البرازيل: 56 هدف - 74 مباراة
- البرازيل الأولمبي: 15 هدف - 11 مباراة
- الشباب والناشئين: 79 هدف - 127 مباراة
- مباريات احتفالية: 21 هدف - 13 مباراة
- المجموع:1002 هدف - 1256 مباراة.

## وصلات خارجية
- روماريو على موقع الاتحاد الدولي (مؤرشف)  (الإنجليزية)
- روماريو على موقع الاتحاد الأوربي (الإنجليزية)
- روماريو على موقع قاعدة بيانات كرة القدم.إي يو (الإنجليزية)
- روماريو على موقع بيانات كرة القدم. دي إي (الألمانية)
- روماريو على موقع ليكيب (الفرنسية)
- روماريو على موقع ناشيونال فوتبول تيمز (الإنجليزية)
- روماريو على موقع Soccerway.com (الإنجليزية)
- روماريو على موقع عالم كرة القدم.نت (الإنجليزية)
- روماريو على موقع أوليمبيديا (الإنجليزية)
- روماريو على موقع اللجنة الأولمبية البرازيلية (البرتغالية)
- إحصائيات مباريات وأهداف روماريو مع منتخب بلادة